# Cruising
『Cruising』（クルージング）は、日本の音楽ユニット・MAY'Sの3枚目のスタジオ・アルバム。

## 概要
2011年2月16日、Venus-B（キングレコード）から発売された。収録曲はボーナストラック1曲を含めて16曲あり、7thシングルと8thシングルのシングル表題曲や、他アーティストとのコラボ曲などが含まれている。リリースは初回限定盤と通常盤の2形態で行われ、このうち、初回限定盤にはミュージック・ビデオやアルバムのメイキング映像を収めたDVDが付属されている。
オリコンチャートのCDアルバムランキングでは、2011年2月17日付のデイリーランキングで9位、2011年2月28日付の週間ランキングで10位を記録している。

## 収録曲

### CD
1. 星の数だけ抱きしめて [4:59]
  - 作詞：片桐舞子、作曲・編曲：NAUGHTY BO-Z
  - 映画『音楽人』主題歌[5]
  - 2010年5月に配信限定でリリースされた曲で、今回、CDに初めて収録された。
2. WONDERLAND [4:48]
  - 作詞：片桐舞子、作曲・編曲：NAUGHTY BO-Z
  - 8thシングル表題曲
  - 『WINTER SPORTS FESTA season 10』テーマソング
3. せつなさをとめて [4:18]
  - 作詞：片桐舞子、作曲・編曲：NAUGHTY BO-Z
4. キミじゃなきゃ [3:17]
  - 作詞：片桐舞子、作曲・編曲：NAUGHTY BO-Z
  - アメリカのメインストリームの男性シンガーの曲にありそうということから、歌詞は男性目線で書かれた。
5. 1/2 (New Version) [4:31]
  - 作詞：片桐舞子、作曲・編曲：NAUGHTY BO-Z
  - インディーズ時代に発表したミニ・アルバム『Drawing』、ライブ会場限定発売のシングル『SUPER SONG』に収録されている曲。
6. 君に届け... [6:10]
  - 作詞：片桐舞子、作曲・編曲：NAUGHTY BO-Z
  - 8thシングル表題曲
  - 日本テレビ系アニメ『君に届け 2ND SEASON』エンディングテーマ
7. Cruising [0:45]
  - 作詞・作曲：片桐舞子
  - 前作『Amazing』でコーラスのみの曲をやって楽しかったという理由で今作でも制作された楽曲。パーカッションは片桐が担当している。
8. Give Me Your Love feat. MIHIRO 〜マイロ〜, DJ WATARAI [4:15]
  - 作詞：片桐舞子/MIHIRO、作曲：DJ WATARAI/片桐舞子/MIHIRO、編曲：DJ WATARAI
9. Unfair Love [3:58]
  - 作詞：片桐舞子、作曲・編曲：NAUGHTY BO-Z
  - 7thシングル表題曲
  - 片桐が過去に彼女がいる人を好きになってしまった実体験を元に制作された[6]。
  - 香水｢ラブ ネバー ダイ ディーバ」イメージソング
10. The HOOD feat. U-ZIPPLAIN, GS, MIYABI, USU [4:49]
  - 作詞：片桐舞子/U-ZIPPLAIN/GS/MIYABI/USU、作曲・編曲：NAUGHTY BO-Z
11. 遠くへ 〜Spread Your Wings〜 [3:59]
  - 作詞：片桐舞子、作曲・編曲：NAUGHTY BO-Z
  - 7thシングル表題曲
  - 尚美ミュージックカレッジ専門学校CMソング
  - 日本テレビ系『ハッピーMusic』2010年8月度パワープレイナンバー
12. Cappuccino: Interlude [0:53]
  - 作曲・編曲：NAUGHTY BO-Z
  - タイトルのカプチーノはちょっと一息という意味を表している。実際にライブの楽屋など、ちょっと一息の時間に制作された。
13. Close Your Eyes feat. JAY'ED [3:25]
  - 作詞：片桐舞子、作曲・編曲：NAUGHTY BO-Z
  - 『Featuring 〜コラボベスト〜』の収録曲を再録。
14. True Love Story [4:20]
  - 作詞：片桐舞子、作曲・編曲：NAUGHTY BO-Z
15. #1 Improvisation: Outro [1:32]
  - 作詞・作曲：片桐舞子

### ボーナストラック
1. SUPER SONG（All Japan 学祭's Mix） [4:47]
  - 作詞：片桐舞子、作曲・編曲：NAUGHTY BO-Z
  - ライブ会場限定発売のシングル『SUPER SONG』表題曲。2010年の学園祭ツアーで録音した観客のコーラスを新たにミックスして再録した[7]。

## 解説
タイトルの「Cruising」には、「ファンを乗せた船を動かす」「音楽の海をMAY’Sと一緒に旅してもらいたい」という意味が込められており、発売に際して「夢を乗せたMAY'S第三章の旅が始まる…」というキャッチコピーがつけられた。
アルバムの制作に関しては、8thシングル『君に届け...／WONDERLAND』を作った流れのまま制作に取り掛かったため、片桐曰く「どの曲をシングルにしてもいいと思える出来」になったが、NAUGHTY BO-Zは「1曲入魂で取り組んだが、アルバム制作後もアイディアや楽曲の余力が残っており、そこがMAY’Sが成長した部分である」と発言している。
マスタリングはロサンゼルスで行われた。「#1 Improvisation: Outro」はロサンゼルス滞在中に街角で録音した曲であり、またロサンゼルス滞在中に「せつなさをとめて」と「True Love Story」のショートPVが制作されている。